# روبرت كينون هارجروف
روبرت كينون هارجروف (بالإنجليزية: Robert Kennon Hargrove) هو قس أمريكي، ولد في 17 سبتمبر 1829 في مقاطعة بيكنز في الولايات المتحدة، وتوفي في 4 أغسطس 1905 في ناشفيل في الولايات المتحدة.